# Terry Medwin
Terry Medwin (Swansea, Gales, 25 de septiembre de 1932-1 de mayo de 2024) fue un futbolista y entrenador galés que jugaba en la posición de delantero.

## Carrera

### Jugador

#### Club
Inició su carrera con el equipo de su ciudad natal Swansea City AFC, pero fue hasta la temporada de 1951/52 que debuta con el equipo, con el cual anotó 60 goles en 148 partidos.
Medwin fue traspasado al Tottenham Hotspur por 25 000 euros en mayo de 1956. Anotó dos goles en su debut en la victoria por 4–1 ante el Preston North End FC en Deepdale en agosto de 1956. Medwin jugó en los Spurs hasta 1963 cuando una pierna rota lo forzó al retiro. Anotó 72 goles en 215 partidos en todas las competencias y ayudó al club a conseguir el doblete en 1960–61, así como el título de la FA Cup en 1962. Es miembro del Salón de la Fama del Club.

#### Selección nacional
Medwin jugó para Gales en la Copa Mundial de Fútbol de 1958, anotando el gol de la victoria para obtener la clasificación a los cuartos de final.Él  había sido el último jugador de Gales en anotar un gol en un torneo importante hasta que Gareth Bale anotó con Gales en el primer partido de la UEFA Euro 2016. En total participó en 30 partidos y anotó 6 goles para Gales de 1953 a 1963.

### Entrenador
Luego de retirarse como jugador, Medwin dirigió al Cheshunt, fue asistente en el Cardiff City FC, Fulham, Norwich City FC y fue asistente de John Toshack en el Swansea City AFC. En 1971 entrenó al equipo Wales XI en la gira por Asia y Oceanía junto a Dave Bowen.

## Logros
Tottenham Hotspur
- Football League First Division (1): 1960–61
- FA Cup (2): 1960–61, 1961–62
- FA Community Shield (2): 1961, 1962
- UEFA Cup Winners' Cup (1): 1962–63